# 二龙路
40°25′52″N 124°02′48″E / 40.4310912°N 124.0466657°E
二龙路，位于北京市西城区中部，是一条南北走向的道路。

## 简介
二龙路为南北曲折走向，南起太平桥大街，北到辟才胡同。全长604米，平均宽7.5米。左近原来是水坑洼地，泛称“二龙坑”。北端称为“鬼门关”。中华民国成立后，填坑并修路，定名“二龙路”。鬼门关也被雅化改称为“贵门关”。1965年北京市整顿地名，将贵门关和上岗部分并入二龙路。1999年左右，为迎接中华人民共和国成立50周年，政府将二龙路拓宽改造。